# Verena Mertens
Verena Mertens (ur. 20 listopada 1981 w Salzkotten) – niemiecka policjantka, prawniczka i polityczka, deputowana do Parlamentu Europejskiego X kadencji.

## Życiorys
Absolwentka prawa na Westfalskim Uniwersytecie Wilhelma w Münsterze. W 2006 i 2009 zdała państwowe egzaminy prawnicze I oraz II stopnia. Początkowo pracowała w prywatnej kancelarii, później zawodowo związana z niemiecką policją. Kierowała różnymi wydziałami policji w Gütersloh, Düsseldorfie i Bielefeld. W 2019 stanęła na czele dyrekcji ruchu drogowego w komendzie policji w powiecie Lippe. W 2020 objęła stanowisko dyrektora policji kryminalnej w powiecie Paderborn, została także zastępczynią komendanta rejonowego.
W 1999 dołączyła do chadeckiej młodzieżówki Junge Union, była członkinią władz krajowych tej organizacji w Nadrenii Północnej-Westfalii. Wstąpiła także do Unii Chrześcijańsko-Demokratycznej. W wyborach w 2024 z ramienia CDU uzyskała mandat eurodeputowanej X kadencji.